# Утакмице фудбалске репрезентације Мађарске 1966.
Фудбалска репрезентација Мађарске је током 1966. године одиграла једанаест званичних утакмица, поред четири утакмице Светског првенства, већ су почеле квалификације за Европско првенство 1968.
Репрезентација се за велики летњи турнир припремала угостивши Пољску па онда играла са Југославијом у Загребу и на крају са Швајцарску у Будимпешти. У Енглеској, тим је почео турнир у групи против Португалије, у тиму у коме су игралу Карваљо, Баптист и Еузебио, је победио са 3 : 1. У другом мечу групе против Бразила, мађарски тим је убедљиво славио, Ференц Бене је надмудрио петорицу бразилских дефанзиваца за вођство, потом асистирао Фаркашу. У другом полувремену Месељ је постигао још један гол са беле тачке. На овој утакмици Пеле није био у саставу репрезентације Бразила, али имена попут Гилмара, Сантоса, Белинија, Жерсона, Гаринче, Тостаоа и Жаирзиња и данас се памте. Тим је стигао до четвртфинала победивши нашег трећег противника, Бугарску, резултатом 3 : 1. Овде је Совјетска репрезентација стала на пут репрезентацији Мађарске, па је светско првенство било завршено за Мађарску која је освојила 6. место.
После Светског првенства, капитен Лајош Бароти је поднео оставку. Од децембра 1957. па до јула 1966. године водио је репрезентацију на 80 утакмица (43 победе, 18 ремија, 19 пораза).
Савезни селектори националног тима у овом периоду су били:
- Лајош Бароти (421 — 427.)
- Рудолф Иловски (428 — 431.)[note 1]

## Утакмице
| Пољска       | 1 : 1 (0 : 0) | Мађарска |
| ------------ | ------------- | -------- |
| Лубањски 55’ | Извештај      | 51’ Бене |

| Југославија               | 2 : 0 (1 : 0) | Мађарска |
| ------------------------- | ------------- | -------- |
| Гуглета 10’ · Скоблар 76’ | Извештај      |          |

| Мађарска                  | 3 : 1 (2 : 0) | Швајцарска |
| ------------------------- | ------------- | ---------- |
| Фаркаш 44’ · Бене 45’ 65’ | Извештај      | 67’ Кун    |

| Португалија                       | 3 : 1 (1 : 0) | Мађарска |
| --------------------------------- | ------------- | -------- |
| Ж. Августо 3’ 67’ · Ж.А Торес 90’ | Извештај      | 60’ Бене |

| Мађарска                               | 3 : 1 (1 : 1) | Бразил     |
| -------------------------------------- | ------------- | ---------- |
| Бене 3’ · Фаркаш 65’ · Месељ 75’ (пен) | Извештај      | 14’ Тостао |

| Мађарска                                     | 3 : 1 (2 : 1) | Бугарска           |
| -------------------------------------------- | ------------- | ------------------ |
| И.А. Давидов 42’ (аг) · Месељ 44’ · Бене 55’ | Извештај      | 15’ Г.А. Аспарухов |

| Совјетски Савез                      | 2 : 1 (1 : 0) | Мађарска |
| ------------------------------------ | ------------- | -------- |
| И.Л. Численко 3’ · В.С. Поркујан 57’ | Извештај      | 47’ Бене |

| Холандија            | 2 : 2 (1 : 0) | Мађарска               |
| -------------------- | ------------- | ---------------------- |
| Пијс 35’ · Кројф 51’ | Извештај      | 72’ Молнар · 88’ Месељ |

| Мађарска                                                            | 6 : 0 (5 : 0) | Данска |
| ------------------------------------------------------------------- | ------------- | ------ |
| Алберт 1’ 32’ · Месељ 10’ (пен) · Бене 14’ · Фаркаш 35’ · Варга 83’ | Извештај      |        |

| Мађарска               | 4 : 2 (1 : 1) | Француска              |
| ---------------------- | ------------- | ---------------------- |
| Фаркаш 12’ 56’ 81’ 87’ | Извештај      | 25’ Гонде · 57’ Ревели |

| Мађарска          | 3 : 1 (1 : 0) | Аустрија  |
| ----------------- | ------------- | --------- |
| Фаркаш 7’ 74’ 85’ | Извештај      | 89’ Волни |

## Голгетери у 1966.
| Домаћин | Гост |

| - Ференц Бене - Јанош Фаркаш - Калман Месељ - Флоријан Алберт - Золтан Варга |

## Извори и спољашње везе
- Dénes Tamás-Rochy Zoltán. A 700. után. Rochy és Társa. ISBN 963-04-7169-8.
- Rejtő László – Lukács László – Szepesi György: Felejthetetlen 90 percek. Budapest: Sportkiadó. 1977.  963-253-501-4
- Све утакмице репрезентације Мађарске
- Репрезентација Мађарске на фудбалској бази података
- Утакмице репрезентације Мађарске (1966)